# Purita Campos
Purificación Campos Sánchez (Barcelona, 18 de agosto de 1937-Madrid, 19 de noviembre de 2019), más conocida profesionalmente como Purita o Pura Campos, fue una historietista, ilustradora y pintora española, que trabajó fundamentalmente para el mercado exterior. Está considerada una de las autoras más populares del cómic español en el siglo XX, al punto de haber sido galardonada con la Medalla de Oro al Mérito en las Bellas Artes y también la más vendida. 

## Biografía

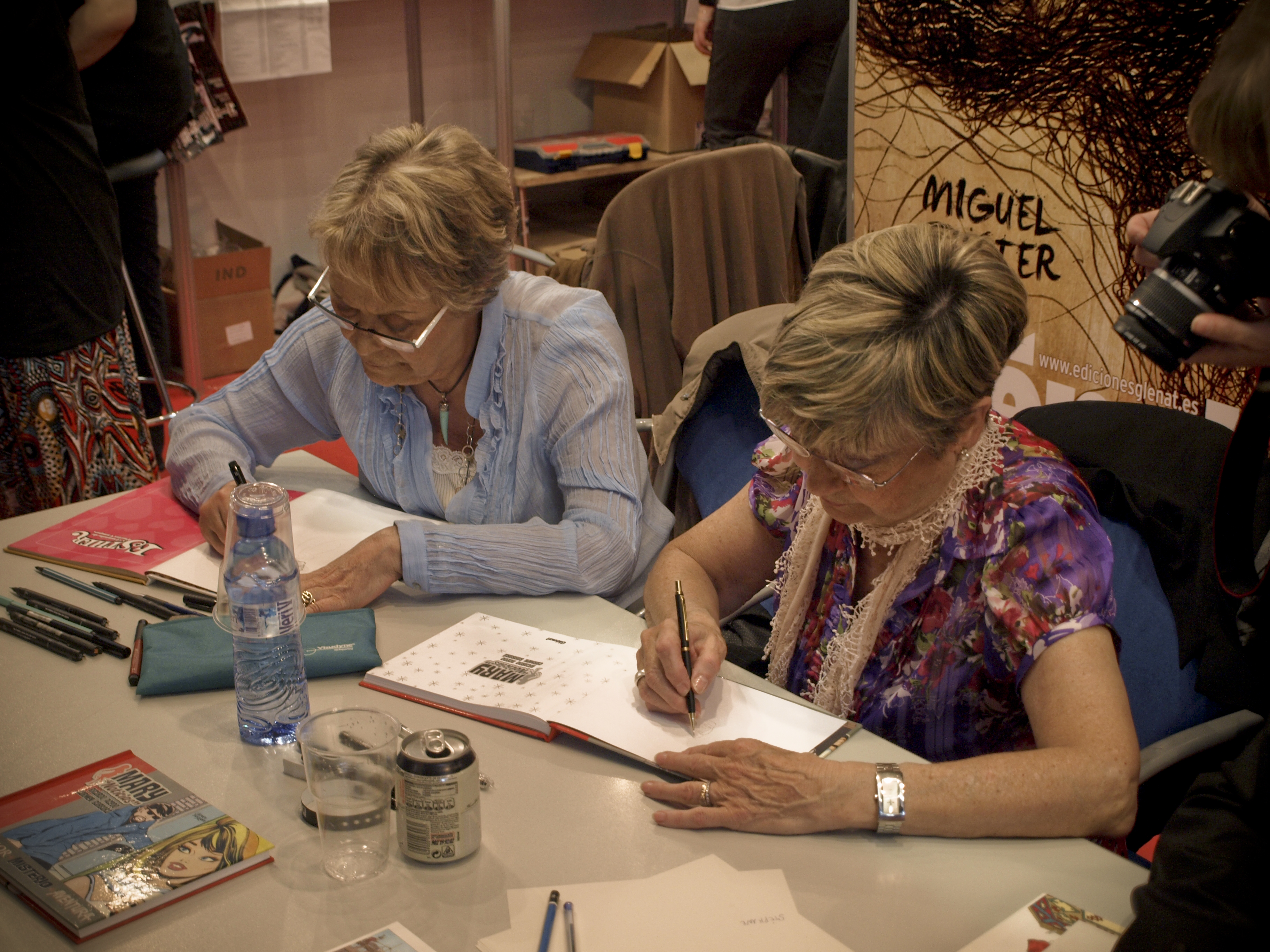
Purita Campos y Carmen Barbará en la ed. del 2010 del Salón Internacional del Cómic de Barcelona.

### Inicios profesionales
De madre modista, Purificación estudió en la Escuela de la Llotja de Barcelona antes de dedicarse a la ilustración para revistas de modas.
A través de Manuel Vázquez, consiguió trabajo en la Editorial Bruguera, primero como portadista y luego como historietista en las revistas femeninas de la casa, como Dalia (1959), Sissi (1961), Blanca (1961), Can Can (1961) o Celia (1963).

### El mercado exterior
En 1962, vivió en Inglaterra, y en 1963 en Bélgica. De vuelta a Barcelona, montó una tienda de moda con sus diseños, Modas Astor, compaginándolo con sus historietas, hasta que en 1968 dejó de forma definitiva la moda. 
En 1971, comenzó a trabajar para revistas inglesas a través de la agencia Creaciones Editoriales, dando vida a los guiones de Philip Douglas en la serie Patty’s World, traducida al castellano como Esther y su mundo. Con esta serie, que duraría hasta 1988, logró una tirada semanal de entre 300 000 y 400 000 ejemplares en varios países del mundo.
Para el mercado holandés, inició en 1975 otra serie de éxito, con guiones de Andries Brandt: Tina, protagonista de la revista homónima.
Con el guionista Francisco Ortega creó Gina.

### Últimos años
En la década de los 80, se centró en la pintura, organizando una academia de dibujo y una sala de exposiciones.
A partir de 2006, motivada por el éxito de las reediciones del personaje, inició Las nuevas aventuras de Esther, con guion de Carlos Portela, y con la protagonista actualizada como madre, cuyo primer álbum vendió 20 000 ejemplares.
En 2009, el Gobierno de España concedió a Purita Campos la Medalla de Oro al Mérito en las Bellas Artes, junto a otras veinticuatro personalidades.
El 1 de mayo de 2011 el Ayuntamiento de Getafe y el Escoge (1.er Escenario del Cómic de Getafe) homenajearon a la autora y le entregaron la placa con su nombre con el que se bautizó una calle del municipio madrileño.
Murió a los 82 años en noviembre de 2019. Su legado queda en manos de su hijo Paco Ortega Campos que ha permitido que su personaje Esther, tenga continuidad en un último libro con el guionista Carlos Portela, la editorial Dolmen y nueva ilustradora, Ana Murillo Yagüe, conocida como Aneke.   
El 17 de marzo de 2024, Día Internacional del Cómic, se estrena la película documental sobre su vida Purita i el seu món, con título catalán, pero en lengua castellana. Dirigido por Marta Cáceres, con intervenciones de su hijo Paco, su guionista Carlos Portela, Ángeles González Sinde, Ruth Bernárdez,  Marika,  entre otros expertos en cómic.   

## Ediciones en español
Con el tiempo, las obras para el mercado exterior de Purificación Campos fueron publicadas en revistas de su país como Lily (1974), Jana (1983), Pecosa (1986) y TBO (1988).
En el nuevo siglo, Glénat han sido reeditadas en una cuidada edición: Gina (2005) y Esther y su mundo (2007).

## Premios
- 2004: Premios Haxtur a la Autora que Amamos en el Salón Internacional del Cómic del Principado de Asturias Gijón
- 2009: Medalla de Oro al Mérito en las Bellas Artes, concedida por el Ministerio de Cultura, y que le entregaron los Príncipes de España, Felipe y Letizia. [14]
- 2013: Gran Premio del Salón Internacional del Cómic de Barcelona. [15]
- 2016: Premio Honorífico 2016, concedido por el Colectivo de Autoras de Cómic. [14]